# جيليان ميرفي
جيليان ميرفي (بالإنجليزية: Gillian Murphy)‏ هي راقصة باليه أمريكية، ولدت في 11 أبريل 1979 في ويمبلدون في المملكة المتحدة.